# Tout le monde aime Clara

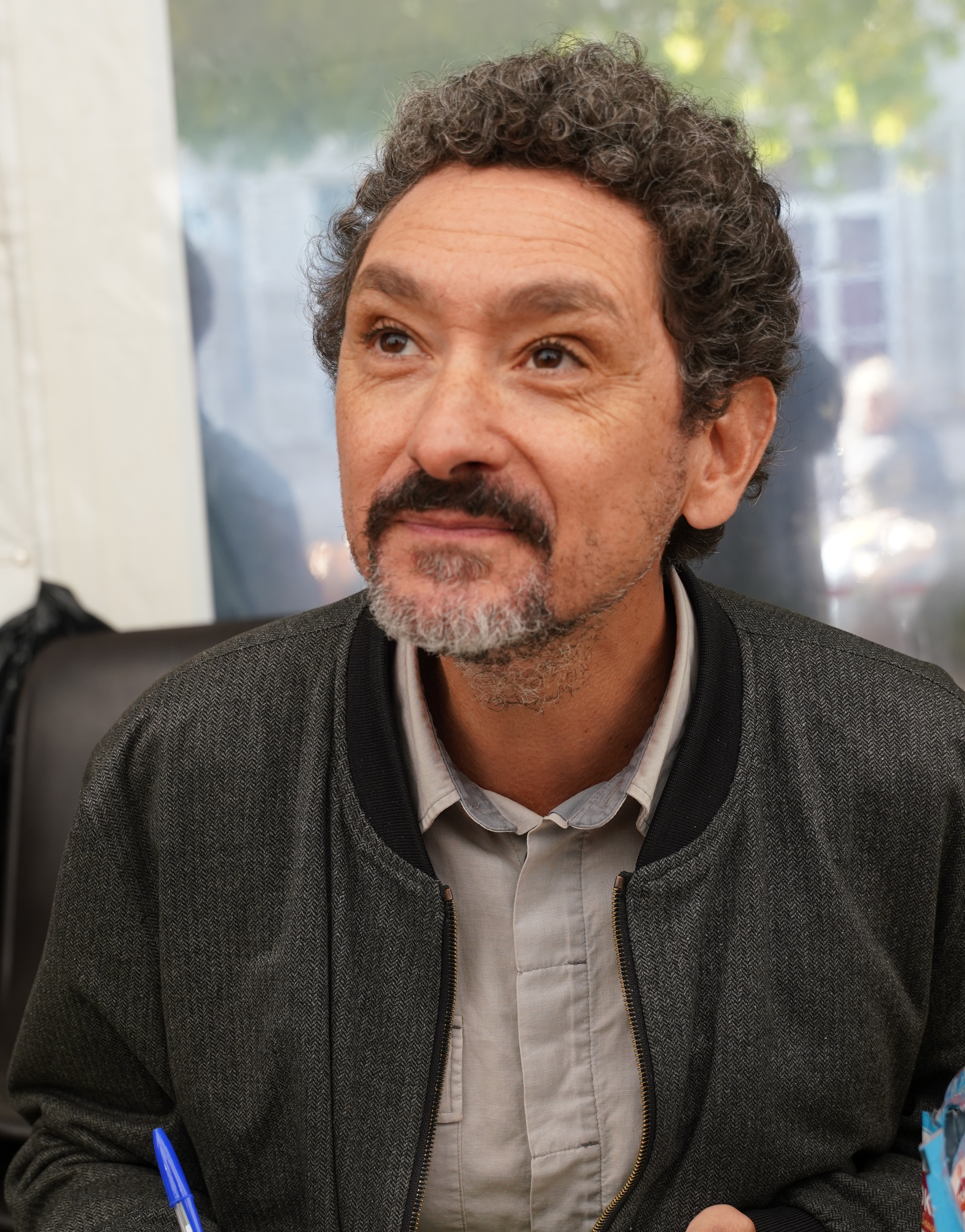
David Foenkinos

Tout le monde aime Clara est un roman de David Foenkinos, paru aux éditions Gallimard, le 6 février 2025.

## Réception critique
Tout le monde aime Clara a été globalement bien accueilli par la critique. Pour Aujourd’hui en France, le roman « nous emmène là où on ne l’attend pas » et séduit par son émotion, sa générosité et son regard sur le sens de la vie. Le journal salue la plume sensible de David Foenkinos et recommande de se laisser porter par l’imagination de l’auteur.
Le Figaro considère que dans la lignée de son œuvre, David Foenkinos propose ici une réflexion sensible sur le destin, la réparation des liens familiaux et la manière dont des événements tragiques peuvent révéler la beauté du monde ou faire naître de nouveaux commencements.
Dans Les Échos, Isabelle Lesniak souligne le parallèle entre Clara et l’auteur lui-même, évoquant une héroïne « merveilleuse », sensible et dotée d’un don de voyance depuis son réveil du coma. Elle y voit un roman personnel, voire introspectif, où « la rencontre avec la mort a déverrouillé sa sensibilité ». Bien que l’intrigue manque d’originalité selon elle par rapport à d'autres romans de Foenkinos, elle considère que l’ouvrage ravira les lecteurs familiers de son univers.
Dans Libération, Maïa Sieurin analyse la dualité entre Clara et son père, Alexis, perçus comme les deux pôles opposés du roman. Là où l’un incarne l’échec tranquille, l’autre révèle une force surnaturelle post-traumatique. Le quotidien relève la manière récurrente dont l'auteur met en scène des figures d’écrivains malheureux, et s’interroge sur les liens entre dons extraordinaires, douleur et transmission familiale. L’humour et l’absurde sont également soulignés dans la représentation des ateliers d’écriture, reflet de la fragilité des vocations littéraires.
Le livre figure également dans les meilleures ventes de La Croix en mars 2025, se classant à la 7e position, témoignant de son succès public.